# サッカーモントセラト代表
サッカーモントセラト代表（サッカーモントセラトだいひょう、英: Montserrat national football team）は、モントセラトサッカー協会（MSF）によって編成されるモントセラトのサッカーのナショナルチームである。ホームスタジアムはブレイクス・エステート・スタジアム。

## 歴史
1991年のカリビアンカップ予選で初の国際試合を行い、初戦のセントルシアには0-3で敗れ、次戦のアンギラとは1-1で引き分けた。
1995年にはスーフリエール・ヒルズの噴火により国民の2/3が海外に脱出し、国土が荒廃したためにサッカーの試合どころではないという状態となった。
2002年6月30日にはブータン代表とFIFAランキング最下位の2チームによる対戦「アザー・ファイナル」を行い、その模様は同名のドキュメント映画として公開された。
2019 CONCACAFゴールドカップの予選（上位10チームが本大会出場）では、最終節でケイマン諸島に2-1で勝利し、3勝1敗の成績で本大会出場への望みを残したものの、その後に最終節を戦ったニカラグアが勝利したことで、得失点差で予選全体の11位となり本大会出場は惜しくもならなかった。またこの結果、2019 CONCACAFネーションズリーグはリーグB（上から2番目）に出場した。

## FIFAワールドカップの成績
- 1930 - 不参加
- 1934 - 不参加
- 1938 - 不参加
- 1950 - 不参加
- 1954 - 不参加
- 1958 - 不参加
- 1962 - 不参加
- 1966 - 不参加
- 1970 - 不参加
- 1974 - 不参加
- 1978 - 不参加
- 1982 - 不参加
- 1986 - 不参加
- 1990 - 不参加
- 1994 - 不参加
- 1998 - 不参加
- 2002 - 予選敗退
- 2006 - 予選敗退
- 2010 - 予選敗退
- 2014 - 予選敗退
- 2018 - 予選敗退

## CONCACAFゴールドカップの成績
| 開催年 | 結果     | 試合     | 勝利     | 引分     | 敗戦     | 得点     | 失点     |
| ------ | -------- | -------- | -------- | -------- | -------- | -------- | -------- |
| 1991   | 予選敗退 | 予選敗退 | 予選敗退 | 予選敗退 | 予選敗退 | 予選敗退 | 予選敗退 |
| 1993   | 不参加   | 不参加   | 不参加   | 不参加   | 不参加   | 不参加   | 不参加   |
| 1996   | 予選敗退 | 予選敗退 | 予選敗退 | 予選敗退 | 予選敗退 | 予選敗退 | 予選敗退 |
| 1998   | 不参加   | 不参加   | 不参加   | 不参加   | 不参加   | 不参加   | 不参加   |
| 2000   | 予選敗退 | 予選敗退 | 予選敗退 | 予選敗退 | 予選敗退 | 予選敗退 | 予選敗退 |
| 2002   | 予選敗退 | 予選敗退 | 予選敗退 | 予選敗退 | 予選敗退 | 予選敗退 | 予選敗退 |
| 2003   | 棄権     | 棄権     | 棄権     | 棄権     | 棄権     | 棄権     | 棄権     |
| 2005   | 予選敗退 | 予選敗退 | 予選敗退 | 予選敗退 | 予選敗退 | 予選敗退 | 予選敗退 |
| 2007   | 不参加   | 不参加   | 不参加   | 不参加   | 不参加   | 不参加   | 不参加   |
| 2009   | 不参加   | 不参加   | 不参加   | 不参加   | 不参加   | 不参加   | 不参加   |
| 2011   | 予選敗退 | 予選敗退 | 予選敗退 | 予選敗退 | 予選敗退 | 予選敗退 | 予選敗退 |
| 2013   | 予選敗退 | 予選敗退 | 予選敗退 | 予選敗退 | 予選敗退 | 予選敗退 | 予選敗退 |
| 2015   | 予選敗退 | 予選敗退 | 予選敗退 | 予選敗退 | 予選敗退 | 予選敗退 | 予選敗退 |
| 2017   | 不参加   | 不参加   | 不参加   | 不参加   | 不参加   | 不参加   | 不参加   |
| 2019   | 予選敗退 | 予選敗退 | 予選敗退 | 予選敗退 | 予選敗退 | 予選敗退 | 予選敗退 |
| 合計   | 0/15     |          |          |          |          |          |          |

## カリビアンカップの成績
| 開催年 | 結果     | 試合     | 勝利     | 引分     | 敗戦     | 得点     | 失点     |
| ------ | -------- | -------- | -------- | -------- | -------- | -------- | -------- |
| 1989   | 不参加   | 不参加   | 不参加   | 不参加   | 不参加   | 不参加   | 不参加   |
| 1990   | 不参加   | 不参加   | 不参加   | 不参加   | 不参加   | 不参加   | 不参加   |
| 1991   | 予選敗退 | 予選敗退 | 予選敗退 | 予選敗退 | 予選敗退 | 予選敗退 | 予選敗退 |
| 1992   | 予選敗退 | 予選敗退 | 予選敗退 | 予選敗退 | 予選敗退 | 予選敗退 | 予選敗退 |
| 1993   | 不参加   | 不参加   | 不参加   | 不参加   | 不参加   | 不参加   | 不参加   |
| 1994   | 予選敗退 | 予選敗退 | 予選敗退 | 予選敗退 | 予選敗退 | 予選敗退 | 予選敗退 |
| 1995   | 予選敗退 | 予選敗退 | 予選敗退 | 予選敗退 | 予選敗退 | 予選敗退 | 予選敗退 |
| 1996   | 不参加   | 不参加   | 不参加   | 不参加   | 不参加   | 不参加   | 不参加   |
| 1997   | 不参加   | 不参加   | 不参加   | 不参加   | 不参加   | 不参加   | 不参加   |
| 1998   | 不参加   | 不参加   | 不参加   | 不参加   | 不参加   | 不参加   | 不参加   |
| 1999   | 予選敗退 | 予選敗退 | 予選敗退 | 予選敗退 | 予選敗退 | 予選敗退 | 予選敗退 |
| 2001   | 予選敗退 | 予選敗退 | 予選敗退 | 予選敗退 | 予選敗退 | 予選敗退 | 予選敗退 |
| 2005   | 予選敗退 | 予選敗退 | 予選敗退 | 予選敗退 | 予選敗退 | 予選敗退 | 予選敗退 |
| 2007   | 不参加   | 不参加   | 不参加   | 不参加   | 不参加   | 不参加   | 不参加   |
| 2008   | 不参加   | 不参加   | 不参加   | 不参加   | 不参加   | 不参加   | 不参加   |
| 2010   | 予選敗退 | 予選敗退 | 予選敗退 | 予選敗退 | 予選敗退 | 予選敗退 | 予選敗退 |
| 2012   | 予選敗退 | 予選敗退 | 予選敗退 | 予選敗退 | 予選敗退 | 予選敗退 | 予選敗退 |
| 2014   | 予選敗退 | 予選敗退 | 予選敗退 | 予選敗退 | 予選敗退 | 予選敗退 | 予選敗退 |
| 2017   | 不参加   | 不参加   | 不参加   | 不参加   | 不参加   | 不参加   | 不参加   |
| 合計   | 0/19     |          |          |          |          |          |          |

## 歴代監督
- ポール・モリス (2000-2002)
- ウィリアム・ルイス（サッカー指導者） (2002-2004)
- スコット・クーパー（サッカー指導者）（英語版） (2004)
- リュエル・フォックス (2004)
- セシル・レイク (2008)
- ケニー・ダイアー（英語版） (2008-2013)
- レニー・ヒューレット（英語版） (2013-2015)
- ウィリー・ドナチー（英語版） (2018- )